# Lliga neerlandesa de futbol 1908-09
La Lliga neerlandesa de futbol 1908–1909 va ser disputada per disset equips que participaven en dues divisions. El campió nacional seria determinat per un play-off amb els guanyadors de la divisió de futbol oriental i occidental dels Països Baixos. L'Sparta Rotterdam va guanyar el campionat en vèncer el RKVV Wilhelmina per 6-2 i 4-1.

## Nou equip
Eerste Klasse Est:
- Bredania/'t Zesde

## Divisions

### Eerste Klasse Est
| Pos | Equip             | PJ | PG | PE | PP | GF | GC | Pts | DG  | Notes                              |
| --- | ----------------- | -- | -- | -- | -- | -- | -- | --- | --- | ---------------------------------- |
| 1   | RKVV Wilhelmina   | 12 | 8  | 1  | 3  | 29 | 22 | 17  | +7  | Classificat al play-off pel títol. |
| 2   | SBV Vitesse       | 12 | 7  | 2  | 3  | 41 | 13 | 16  | +28 |                                    |
| 3   | Koninklijke UD    | 12 | 6  | 3  | 3  | 23 | 15 | 15  | +8  |                                    |
| 4   | Bredania/'t Zesde | 12 | 7  | 1  | 4  | 23 | 20 | 15  | +3  |                                    |
| 5   | GVC               | 12 | 4  | 2  | 6  | 15 | 34 | 10  | -19 |                                    |
| 6   | EFC PW 1885       | 12 | 4  | 1  | 7  | 27 | 28 | 9   | -1  |                                    |
| 7   | AFC Quick 1890    | 12 | 1  | 0  | 11 | 7  | 33 | 2   | -26 | No participa la propera temporada. |

PJ = Partits jugats; PG = Partits guanyats; PE = Partits empatats; PP = Partits perduts; GF = Gols a favor; GC = Gols en contra; Pts = Punts; DG = Diferència de gols

### Eerste Klasse Oest
| Pos | Equip                    | PJ | PG | PE | PP | GF | GC | Pts | DG  | Notes                              |
| --- | ------------------------ | -- | -- | -- | -- | -- | -- | --- | --- | ---------------------------------- |
| 1   | Sparta Rotterdam         | 18 | 13 | 3  | 2  | 61 | 15 | 29  | +45 | Classificat al play-off pel títol. |
| 2   | HVV Den Haag             | 18 | 13 | 3  | 2  | 60 | 21 | 29  | +39 |                                    |
| 3   | HC & CV Quick            | 18 | 11 | 2  | 5  | 54 | 21 | 24  | +33 |                                    |
| 4   | DFC                      | 18 | 7  | 5  | 6  | 41 | 36 | 19  | +5  |                                    |
| 5   | CVV Velocitas            | 18 | 8  | 3  | 7  | 42 | 37 | 19  | +5  |                                    |
| 6   | HBS Craeyenhout          | 18 | 8  | 1  | 9  | 38 | 45 | 17  | -7  |                                    |
| 7   | Koninklijke HFC          | 18 | 6  | 2  | 10 | 32 | 49 | 14  | -17 |                                    |
| 8   | HFC Haarlem              | 18 | 5  | 4  | 9  | 27 | 46 | 14  | -19 |                                    |
| 9   | USV Hercules             | 18 | 5  | 1  | 12 | 20 | 70 | 11  | -50 |                                    |
| 10  | Ajax Sportman Combinatie | 18 | 1  | 2  | 15 | 18 | 53 | 4   | -35 |                                    |

PJ = Partits jugats; PG = Partits guanyats; PE = Partits empatats; PP = Partits perduts; GF = Gols a favor; GC = Gols en contra; Pts = Punts; DG = Diferència de gols

### Play-off pel campionat
| Equip 1         | Global | Equip 2          | Anada | Tornada |
| --------------- | ------ | ---------------- | ----- | ------- |
| RKVV Wilhelmina | 3–10   | Sparta Rotterdam | 2–6   | 1–4     |

L'Sparta Rotterdam va guanyar el campionat.